# Místní referendum

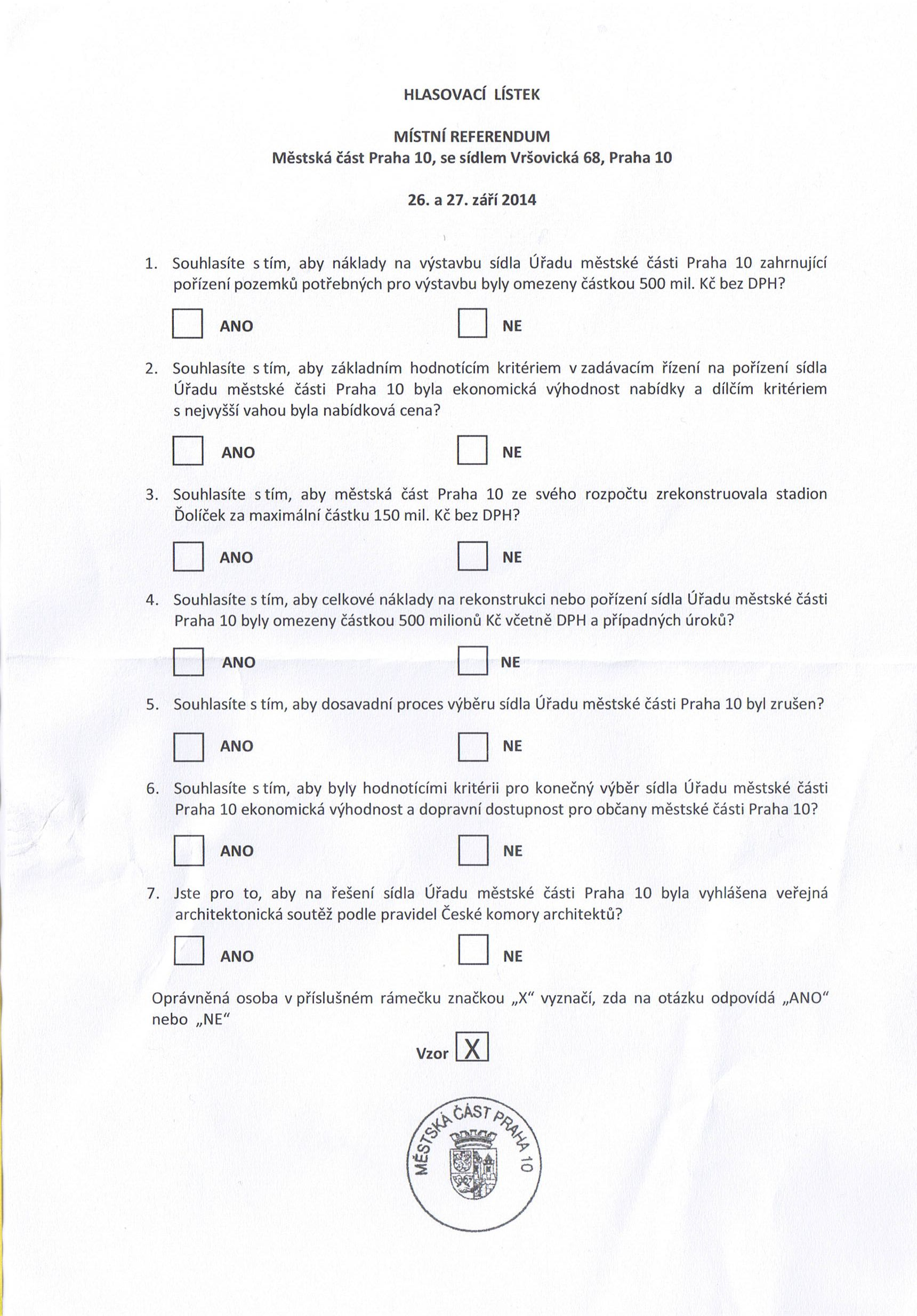
Hlasovací lístek se 7 otázkami pro jednu ze tří sérií po sobě následujících místních referend, konanou v září 2014 na základě rozhodnutí zastupitelstva městské části Praha 10. Jedním z efektů referenda je, že o předmětných otázkách nesmí být po dobu dvou let vyhlášeno další referendum.

Místní referendum je referendum (všelidové hlasování) o záležitostech samostatné působnosti obcí. V České republice jej lze konat na úrovni obce, městské části nebo městského obvodu, v případě referenda o oddělení od obce též na úrovni části obce.

## Česko

### Zákonný rámec
V Česku byla možnost místního referenda poprvé obecně upravena zákonem České národní rady č. 298/1992 Sb., o volbách do zastupitelstev v obcích a o místním referendu. Později byla tato úprava nahrazena zákonem č. 22/2004 Sb., o místním referendu, a ustanovení o některých speciálních typech místních referend byla v roce 2000 zahrnuta do zákona o obcích a zákona o hlavním městě Praze.
Proti zákonu č. 22/2004 Sb., který zvýšil účast nutnou pro platnost místního referenda na 50 % oprávněných voličů, nehlasoval ani jeden poslanec a v senátu hlasoval proti pouze Jaroslav Kubera.
Zákon č. 22/2004 Sb. používá specifické legislativní zkratky, jimiž pod termín obec zahrnuje i samosprávné městské obvody a městské části, zatímco termín statutární město používá pouze pro územně členěná statutární města a též pro hlavní město Prahu.

### Témata otázek
Referendum lze konat o otázkách, které patří do samostatné působnosti obce, v případě samosprávně členěných statutárních měst a hlavního města Prahy též o otázkách, které patří do samostatné působnosti městské části nebo samosprávného městského obvodu. V části obce, která není samosprávnou městskou částí nebo městským obvodem, lze konat místní referendum, stanoví-li tak zvláštní zákon, zejména zákon o obcích nebo zákon o hlavním městě Praze.
Místní referendum nelze konat
- o místních poplatcích
- o rozpočtu obce,
- o zřízení, zrušení nebo vnitřním uspořádání orgánů obce
- o volbě nebo odvolání starosty, primátora, místostarosty, náměstka primátora, členů rady obce nebo městského obvodu nebo městské části, členů zastupitelstva a volených nebo jmenovaných členů dalších orgánů obce,
- jestliže by otázka položená v místním referendu byla v rozporu s právními předpisy nebo jestliže by rozhodnutí v místním referendu mohlo být v rozporu s právními předpisy,
- v případech, kdy se o položené otázce rozhoduje ve zvláštním řízení,
- o uzavření veřejnoprávních smluv k výkonu přenesené působnosti,
- o schválení, změně nebo zrušení obecně závazné vyhlášky obce,
- jestliže od platného rozhodnutí v místním referendu do podání návrhu na konání místního referenda v téže věci neuplynulo 24 měsíců.

Nejtypičtějšími příklady témat samostatné působnosti, o kterých lze konat místní referendum, je nakládání s majetkem obce, dalším příkladem je rozhodování o stanovisku obce v záležitostech, které přímo nespadají do její rozhodovací pravomoci, ale ke kterým se v samostatné působnosti vyjadřuje.

### Referenda podle zákonů o obcích a hlavním městě Praze
Referenda týkající se rozdělování a slučování obcí nebo jejich samosprávných částí specificky upravuje zákon o obcích a zákon o hlavním městě Praze.
Pokud se dvě sousedící obce prostřednictvím svých zastupitelstev dohodnou na vzájemném sloučení nebo na připojení jedné obce k druhé, podle § 19 odst. 4 zákona č. 128/2000 Sb., o obcích, může být podán návrh na místní referendum o této dohodě. Je-li takový návrh podán, pak k platnosti dohody je nutné souhlasné rozhodnutí místního referenda v té obci, kde byl návrh na referendum podán. Obdobně stanoví upravuje § 11 odst. 5 zákona č. 131/2000 Sb., o hlavním městě Praze, situaci, kdy se dvě sousedící městské části v Praze dohodnou na vzájemném sloučení nebo na připojení jedné městské části k jiné. § 20 odst. 1 zákona o obcích umožňuje s podobnými účinky vyhlásit dodatečné referendum o rozhodnutí zastupitelstva statutárního města zřídit nebo zrušit městskou část nebo městský obvod. Nelze konat společné referendum v obou obcích nebo v obou městských částech, každé referendum je organizováno a vyhodnocováno zvlášť.
Podle § 12 odst. 2 zákona o hlavním městě Praze je možné v pražské městské části, která má alespoň 500 obyvatel a dotýká se hranice Prahy, konat místní referendum o souhlasu s oddělením této městské části od hlavního města Prahy. Pokud je referendum platné a jeho výsledek kladný, je zastupitelstvo hlavního města Prahy povinno ve lhůtě 90 dnů ode dne konání referenda podat Poslanecké sněmovně návrh zákona o změně území hlavního města. Parlament však není vázán povinností takto navržený zákon přijmout.
Podle § 21 odst. 1 zákona o obcích je jednou z podmínek pro oddělení části obce souhlas v místním referendu na území té části obce, která se chce oddělit. Obec může krajskému úřadu podat návrh na oddělení části obce až na základě výsledku místního referenda.
Sousloví „část obce“ používá zákon o obcích především v § 27 odst. 2: „Část obce je evidenční jednotka vytvářená budovami s čísly popisnými a čísly evidenčními přidělenými v jedné číselné řadě, která leží v jednom souvislém území.“ Krajský soud v Hradci Králové 26. listopadu 2009 ve věcí zamítnutí referenda o společném oddělení místních částí Velký Dřevíč a Rokytník od města Hronov rozhodl na základě svého stanoviska, že pojem „část obce“ v § 20a a 21 zákona o obcích (v ustanoveních o referendu k oddělení části obce) není totožný s pojmem „část obce“ v § 27 téhož zákona, ale je nutno jej chápat v jiném, a to podstatně obecnějším významu, tedy i pro více částí obce společně. Nepřiklonil se tak k názoru města Hronov, že takový výklad by mohl ohrozit práva obyvatel menší ze skupiny připojovaných místních částí, protože by je mohli obyvatele větších místních částí přehlasovat a mohlo by tak dojít k odtržení malé místní části proti vůli jejích obyvatel. Soud opřel svůj názor mimo jiné o to, že zákon ve formulaci § 48 odst. 3 písm. a) použitím množného čísla přímo předpokládá, že místní referendum může být konáno pro více místních částí najednou. Názor odpůrce by podle soudu znamenal, že obec by rozdělením svého území na dostatečně malé místní části jim mohla navždy zabránit v osamostatnění. Tuto nejasnost zákona se pokusili řešit navrhovatelé senátní novely zákona o obcích, senátor Petr Pakosta a dalších 6. Podle tohoto návrhu by se místní referendum by se konalo v každé oddělované části zvlášť. Schválením pozměňovacích návrhů senátních výborů na základě připomínek legislativního odboru senátu se do návrhu dostal požadavek, že by každá z oddělovaných částí musela mít své vlastní katastrální území (nestačilo by tedy, že by jej měly dohromady), a požadavek, aby každá z oddělovaných částí musela mít vlastní přípravný výbor. Návrh schválený senátem byl 2. listopadu 2011 předložil sněmovně. Vláda ve svých připomínkách navrhla, aby požadavek samostatného katastrálního území mohlo splňovat i více společně se oddělujících částí dohromady. Rovněž navrhla, že není třeba konat místní referendum v každé části obce zvlášť, ale postačí pro každou část obce zvlášť vyhodnocovat souhlas jejích obyvatel. Zřizování více přípravných výborů označila vláda za nevhodné. Sněmovna 7. února 2012 v prvním čtení na návrh Jiřího Šulce, který navrhoval řešit problematiku komplexněji a lépe, návrh zákona zamítla.

### Podmínky konání a způsob vyhlašování
Místní referendum se koná, jestliže se na tom buď usnese zastupitelstvo obce prostou většinou všech členů zastupitelstva, nebo přípravný výbor podá návrh na konání místního referenda a zastupitelstvo obce rozhodne o jeho vyhlášení. Návrh přípravného výboru může být podán, pokud jej podpořilo svým podpisem:
- v obci do 3 000 obyvatel alespoň 30 % oprávněných osob,
- v obci do 20 000 obyvatel alespoň 20 % oprávněných osob,
- v obci do 200 000 obyvatel alespoň 10 % oprávněných osob,
- v obci nad 200 000 obyvatel alespoň 6 % oprávněných osob.

Shodnou podmínku obsahoval již zákon č. 298/1992 Sb.
Přípravný výbor musí tvořit nejméně 3 osoby oprávněné hlasovat, z toho jednu musí určit svým zmocněncem, který jediný může za výbor závazně jednat. Přípravný výbor též deleguje členy do komisí pro hlasování a může podávat soudu návrhy týkající se referenda, zejména návrh na určení, že místní referendum má být vyhlášeno nebo že návrh přípravného výboru nemá vady, a návrh na vyslovení neplatnosti hlasování nebo neplatnosti rozhodnutí v referendu.
Zákon č. 298/1992 Sb. nehovořil o přípravném výboru ani o zmocněnci, ale pouze o navrhovateli referenda a jeho dvou náhradnících, přičemž pokud nebyli náhradníci určeni, považovali se za náhradníky první dvě osoby uvedené v seznamu podporovatelů návrhu, které nebyly osobami blízkými vůči navrhovateli.
Návrh přípravného výboru musí obsahovat
- označení území, na němž se má referendum konat,
- znění otázky nebo otázek,
- odůvodnění návrhu,
- odhad nákladů spojených s provedením referenda a realizací rozhodnutí přijatého v referendu a způsob jejich úhrady z rozpočtu obce,
- označení zmocněnce,
- jména, příjmení, data narození, adresy trvalého pobytu a vlastnoruční podpisy členů přípravného výboru (zákon č. 298/1992 Sb. nevyžadoval datum narození, ale vyžadoval rodné číslo)

Podpisové archy na podporu místního referenda musí být očíslované a musí obsahovat označení území, na němž se má referendum konat, znění otázky nebo otázek, jména, příjmení a adresy členů přípravného výboru a upozornění na to, že neoprávněné nebo vícenásobné podepsání je pokutovatelným přestupkem. Podporující osoba do archu uvádí své jméno, příjmení, datum narození, adresu a připojí vlastnoruční podpis.
Obecní úřad nebo úřad městské části nebo městského obvodu musí podaný návrh posoudit do 15 dnů. Shledá-li v návrhu nedostatky, stanoví zmocněnci písemně lhůtu k jejich odstranění, jinak sdělí zmocněnci, že je návrh bezvadný. Pokud se úřad do 30 dnů od podání návrh nevyjádří, považuje se pak návrh za bezvadný. Bezvadný návrh přípravného výboru předloží rada obce k projednání zastupitelstvu obce na jeho nejbližším zasedání. Zastupitelstvo po předložení bezvadného návrhu rozhodně na svém nejbližším zasedání usnesením o vyhlášení místního referenda a zároveň stanoví den jeho konání, popřípadě rozhodne o tom, že místní referendum nevyhlásí, jestliže o navržené otázce nelze místní referendum konat.
Zastupitelstvo může o otázce navržené k rozhodnutí v místním referendu rozhodnout bez vyhlášení místního referenda. Pokud zmocněnec ve lhůtě 7 dnů ode dne doručení vyrozumění prohlásí, že na konání místního referenda trvá, zastupitelstvo na svém nejbližším zasedání místní referendum vyhlásí, čímž zároveň rozhodnutí zastupitelstva pozbývá platnosti; při běhu lhůty není rozhodnutí zastupitelstva vykonatelné. Do vyhlášení výsledků referenda orgány obce nemohou rozhodovat o věci, která je předmětem otázek v referendu.
Podle zákona č. 298/1992 Sb. návrh neposuzoval obecní úřad a referendum nevyhlašovalo zastupitelstvo, ale obojí činila obecní rada, přičemž zastupitelstvo mělo být radou požádáno pouze o stanovisko k návrhu referenda.
Místní referendum se koná nejpozději do 90 dnů po dni jeho vyhlášení, není-li v návrhu přípravného výboru uvedena doba pozdější. Pokud se místní referendum koná z iniciativy zastupitelstva, nesmí den konání připadnout do následujícího funkčního období.
Společně lze konat hlasování o více otázkách od téhož přípravného výboru nebo o více otázkách v referendu konaném z iniciativy zastupitelstva. Návrhy jsou posuzovány v pořadí, v jakém byly podány; je-li tedy podáno více návrhů s obsahově stejnou otázkou, může být druhý či další návrh zamítnut, a pokud se později podaný návrh obsahově vylučuje s dříve podaným návrhem od téhož přípravného výboru, může být později podaný návrh zamítnut.
Podle zákona č. 298/1992 Sb. mohlo být hlasování v referendu prováděno před stejnou komisí a do stejných uren jako volby, přičemž navrhovatel referenda mohl do každé komise jmenovat svého zástupce. Zákon č. 22/2004 Sb. možnost tohoto sloučení nezmiňuje a ustanovením o odlišném způsobu jmenování celé komise prakticky vylučuje, takže v případě současného konání voleb a referenda jsou na každé úrovni vytvořeny dvě různé komise a hlasování v každém okrsku probíhá před různými okrskovými komisemi, zpravidla ve dvou různých místnostech.
Tisk hlasovacích lístků zajišťuje obec, lístky vydává hlasujícím komise v den hlasování. Dobu a místo konání, vymezení hlasovacích okrsků a znění otázek zveřejní starosta nejpozději 15 dnů přede dnem konání, a to způsobem v místě obvyklým.

### Hlasovací právo a způsob hlasování
V místním referendu se hlasuje tajným hlasováním formou souhlasu či nesouhlasu o konkrétně položených otázkách, a to na základě všeobecného, rovného a přímého hlasovacího práva. Hlasování se koná v jednom dni. Koná-li se však současně s volbami, pak se koná se ve stejnou dobu, která je stanovena pro konání voleb. Hlasovací okrsky jsou shodné s okrsky vyhlášenými podle zákona o volbách do obecních zastupitelstev.
Přípravu, řízení a vyhodnocování hlasování zajišťují hlasovací komise, a to okrskové komise a místní komise, ve statutárních městech též městská komise. Členy komisí mohou být jen osoby oprávněné v příslušném referendu hlasovat. Každá komise musí mít počet členů stanovený starostou, nejméně však 4. Členy komisí deleguje přípravný výbor, nejméně po jednom členu do každé komise deleguje též starosta či primátor. Jde-li o referendum z iniciativy zastupitelstva, deleguje všechny členy komisí starosta či primátor, pokud si to nevyhradí zastupitelstvo. Členům komisí přísluší neplacené volno a zvláštní odměna za výkon funkce.
Podle zákona 298/1992 Sb. hlasovací komise pro referendum jmenovala obecní rada zpravidla na návrh politických stran, přičemž navrhovatel referenda mohl do každé komise jmenovat jednoho svého zástupce.
Osobou oprávněnou hlasovat je každá osoba, která je oprávněna volit do příslušného zastupitelstva obce nebo městského obvodu či městské části, tedy každý občan obce, pokud je zároveň státním občanem České republiky nebo jiného státu, jehož občané jsou oprávněni volit na území České republiky. Překážkou hlasování je například výkon vazby nebo trestu odnětí svobody, zbavení způsobilosti k právním úkonům, omezení osobní svobody stanovené z hygienických důvodů nebo výkon vojenské činné služby.

### Platnost a účinek hlasování
Podle zákona č. 298/1992 Sb. byla k platnosti referenda nutná účast alespoň 25 % a rozhodnutí bylo přijato, hlasovalo-li pro něj alespoň 50 % ze všech osob oprávněných hlasovat. Zákon č. 22/2004 Sb. zvýšil požadavek účasti v referendu na 50 %, novela č. 169/2008 Sb. ale hranici snížila na 35 %. K platnosti rozhodnutí je tedy nyní třeba účasti alespoň 35 % zapsaných osob oprávněných hlasovat. Rozhodnutí v místním referendu je závazné, hlasovala-li pro ně nadpoloviční většina oprávněných osob, které se místního referenda zúčastnily, a zároveň alespoň 25 % zapsaných osob oprávněných hlasovat.
Největší obcí, kde se podařilo v letech 2004 až 2007 překročit 50% hranici účasti, byla Velká Bíteš s necelými 4000 voliči. Například v místním referendu o poloze hlavního nádraží v Brně, konaném v roce 2004 a iniciovaném sdružení Nádraží v centru, přišlo k urnám 25 % oprávněných voličů, takže podle tehdejší úpravy bylo neplatné, a to přestože se rozhodovalo o největším projektu v historii města (celková výše investic cca 30 miliard Kč).
Po novele z roku 2008 je při dolní hranici účasti 35 % rozhodnutí závazné, pokud pro něj hlasuje 71,43 % zúčastněných. V místním referendu o oddělení části obce nebo o sloučení obcí nebo o připojení obce k jiné obci je rozhodnutí přijato, jestliže pro ně hlasovala nadpoloviční většina zapsaných osob oprávněných v příslušné obci nebo části obce hlasovat. Platné rozhodnutí v místním referendu je pro orgány obce závazné.

### Využití institutu
Největší místní referendum dle počtu registrovaných voličů, jež bylo dosud v Česku vypsáno (proběhlo spolu s krajskými volbami 7. a 8. října 2016) je referendum o poloze hlavního nádraží v Brně. Oprávněných k hlasováním v něm bylo 306 981 osob, účast však nepřekročila zákonnou hranici 35 % a toto referendum tedy bylo neplatné. Neplatným z důvodu nízké účasti bylo např. i referendum o hernách v Ústí nad Labem (10. a 11. října 2014) nebo podobné referendum o zákazu hazardu v Olomouci (12. prosince 2014). K platným místním referendům ve větších českých městech tak zatím patří pouze plzeňské o výstavbě obchodního centra Corso a referendum o umístění radnice Prahy 7, jež obě proběhla spolu s prvním kolem prezidentských voleb 11. a 12. ledna 2013.
Další příklady:
- Místní referendum o zákazu hazardu v Olomouci
- Místní referendum v Protivanově
- Místní referendum v Králíkách
- Místní referenda v Česku v roce 2021
- Místní referenda v Česku v roce 2023
- Místní referenda v Česku v roce 2024

## Slovensko
Ve Slovenské republice upravuje místní referendum § 11a zákona č. 369/1990 Zb., o obecním zřízení, v aktuálním znění. Obecní zastupitelstvo vyhlásí místní referendum, pokud jde o:
- sloučení obcí, rozdělení nebo zrušení obce nebo změnu názvu obce
- odvolání starosty
- petici skupiny obyvatel obce nejméně 30 % oprávněných voličů.

Místní referendum o odvolání starosty podle § 13a zákona o obecním zřízení zastupitelstvo musí vyhlásit, pokud o to buď požádá 30 % oprávněných voličů, nebo pokud starosta hrubě nebo opakovaně zanedbává povinnosti starosty, porušuje Ústavu Slovenské republiky, ústavní zákony, zákony a ostatní všeobecně závazné právní předpisy. Dále toto referendum může vyhlásit v případě, pokud nepřítomnost nebo nezpůsobilost starosty k výkonu funkce trvá déle než 6 měsíců.
Místní referendum může zastupitelstvo vyhlásit též před rozhodnutím o jiných důležitých záležitostech samosprávy obce.
Petici požadující referendum ověřují nejméně tři poslanci zastupitelstva obce určení zastupitelstvem, kteří nejsou členy petičního výboru, a starosta, starosta však neověřuje petici požadující odvolání starosty. Pokud petice splňuje podmínky zákona, obec musí vyhlásit místní referendum do 90 dní po jejím doručení. Nejde-li o referendum požadované peticí, musí se referendum konat do 90 dní od schválení usnesení o jeho vyhlášení. Na tuto petici se vztahuje petiční zákon 85/1990 Zb., na hlasovací právo zákon č. 346/1990 Zb., o volbách do samosprávných orgánů obcí.
Po vyhlášení místního referenda zastupitelstvo neprodleně zřídí komisi pro místní referendum a stanoví lhůtu pro její první zasedání. Podrobnosti o organizaci referenda stanoví obec nařízením.
Nejpozději 15 dní před konáním referenda obec zašle každému oprávněnému voliči oznámení o vyhlášení referenda, kde uvede datum schválení usnesení o konání referenda, znění otázky nebo otázek, místo, datum a čas konání referenda a způsob úpravy hlasovacího lístku. Současně má být oznámení zveřejněno na úřední desce a způsobem v místě obvyklým.
Výsledky místního referenda jsou platné, pokud se zúčastní alespoň 50 % oprávněných voličů a pokud je rozhodnutí přijato alespoň 50 % účastníků referenda. Výsledky zveřejní obec na úřední desce do tří dnů po obdržení zápisu o výsledcích.
Návrhy trojice poslanců na zrušení kvóra pro účast na místním a krajském referendu v letech 2013 a 2014 nebyly úspěšné. Poslanci navrhovali snížit požadavek podpisů v petici ze 30 na 20 % (v krajském referendu ze 30 na 10 %) a kvórum účasti v referendu zrušit zcela, zároveň bylo navrženo, aby se referendum konané na základě petice mohlo konat pouze v den některých voleb. Zrušení kvóra účasti se nemělo týkat referenda o odvolání starosty.